# Moustérien

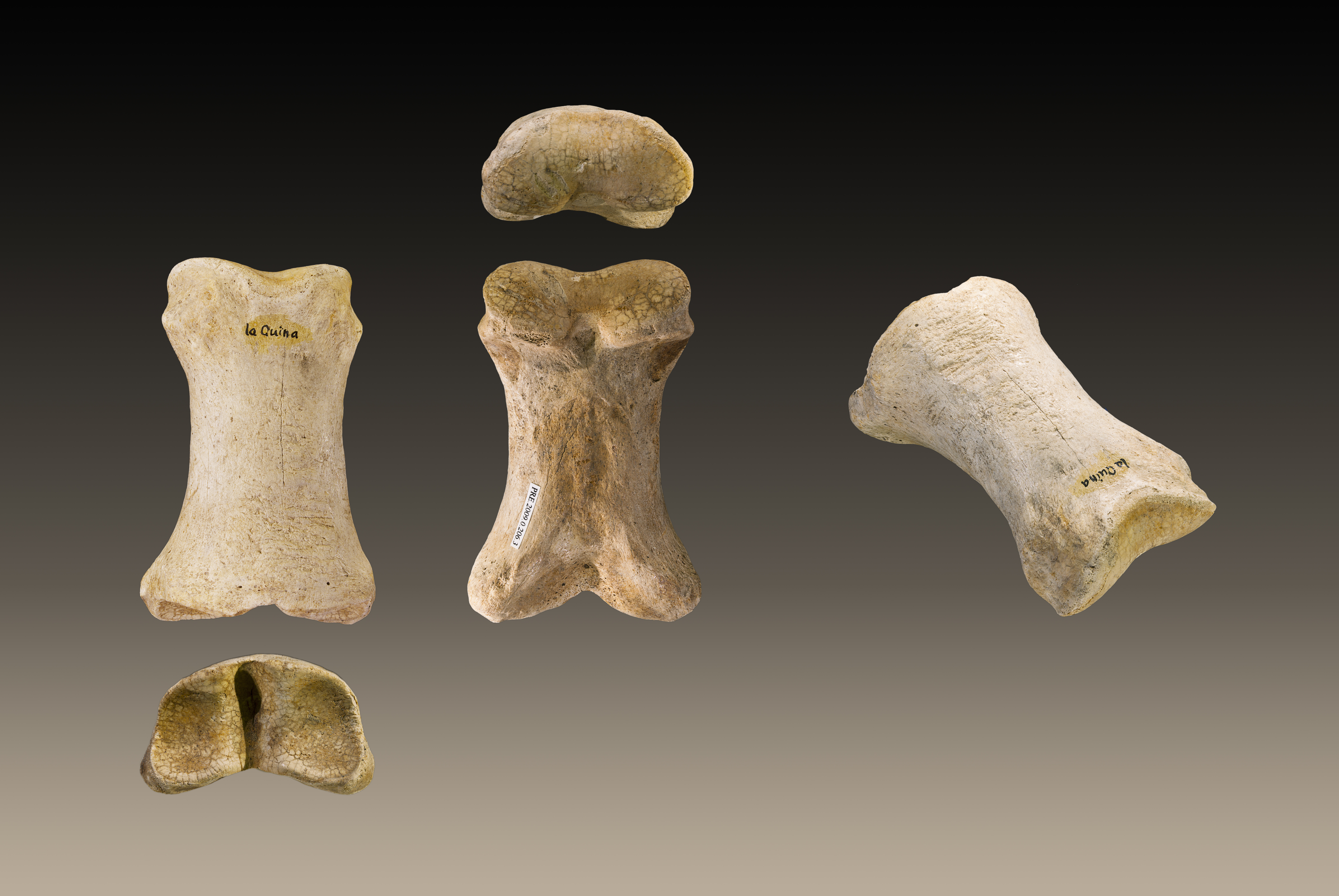
Kostěný retušér. Os à impression de La Quina Muséum de Toulouse

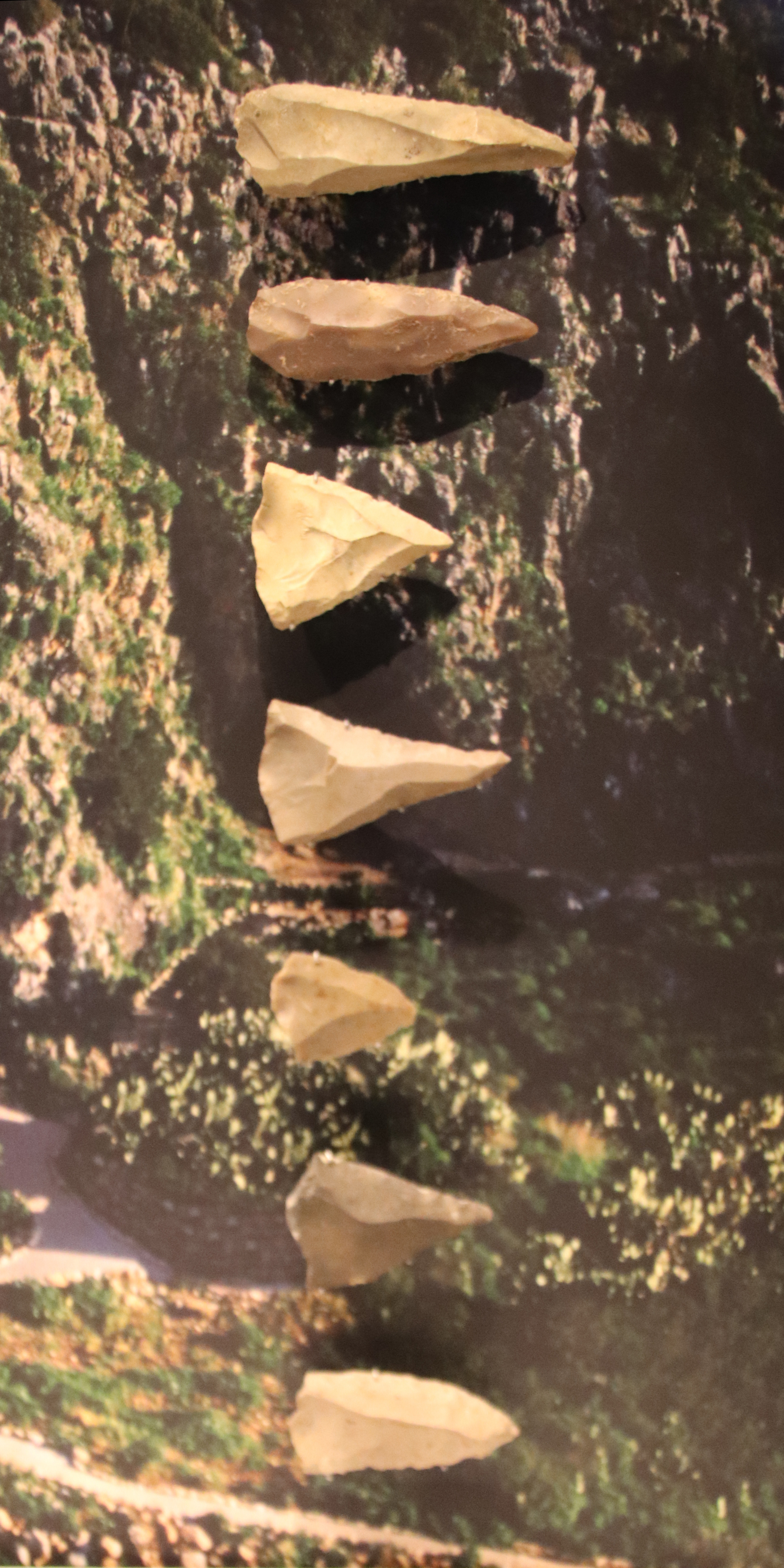
Čepele oštěpů (Izrael)

Moustérien je kamenná industrie středního paleolitu, která byla rozšířená v Evropě, na Předním východě a v severní Africe. Nejstarší moustérien na Moravě začal někdy před 220 000 lety a skončil před 40 000 lety. Název je odvozen podle lokality Le Moustier v Dordogne ve Francii. Je spojována s archaickými sapienty a především s klasickými neandertálci. Na Předním východě i Homo sapiens.
Typické tvary zahrnují drasadla, škrabadla, rydla, ale i pěstní klíny a různé specializované hroty a čepele. Často jde o masivní a trvanlivé výrobky, které dokázaly vydržet hrubé zacházení. V této industrii byla využívána i levalloiská technika, i když její vliv je menší než v acheuléenu, který moustérien bezprostředně předcházel.
Ve střední Evropě se rozlišují lokální variace této industrie typ Rheindahlen, typ Ehringsdorf a typ Bečov. Na Moravě k ní patří nálezy z lokalit Šipka a Švédův stůl. Z jeskyně Šipka pochází slavná čelist dítěte neandertálce, kterou zde na konci 19. století objevil Karel Jaroslav Maška.